# Campionati asiatici di badminton 1989
I Campionati asiatici di badminton 1989 si sono svolti a Shanghai, in Cina. È stata la 9ª edizione del torneo, organizzato dalla Badminton Asia. Per la seconda volta non sono stati disputati gli eventi individuali. 

## Podi
| Evento                  | Oro  | Argento   | Bronzo        |
| Gara a squadre maschile | Cina | Indonesia | Corea del Sud |
| Gara a squadre maschile | Cina | Indonesia | Malaysia      |